# Ema (2019)
Ema é um filme de drama chileno de 2019 dirigido por Pablo Larraín e escrito por Guillermo Calderón e Alejandro Moreno. É estrelado por Mariana Di Girolamo, Cristian Suares, Gael García Bernal, Paola Giannini e Santiago Cabrera. Teve sua estreia mundial no Festival de Cinema de Veneza em 30 de agosto de 2019. Também foi apresentado mundialmente na plataforma de streaming da MUBI em 1 de maio de 2020.

## Elenco
- Mariana Di Girolamo como Ema
- Gael García Bernal como Gastón
- Paola Giannini como Raquel
- Santiago Cabrera como Aníbal
- Cristian Felipe Suarez como Polo
- Catalina Saavedra como Marcela
- Amparo Noguera como Diretora do colégio
- Giannina Fruttero
- Josefina Fiebelkorn
- Paula Hofmann
- Paula Luchsinger
- Antonia Giesen
- Mariana Loyola
- Susana Hidalgo
- Claudio Arredondo
- Claudia Cabezas
- Paula Zúñiga
- Diego Muñoz

## Lançamento
O filme teve sua estreia mundial no Festival de Cinema de Veneza em 31 de agosto de 2019. Também foi exibido no Festival Internacional de Cinema de Toronto em 9 de setembro de 2019. Foi lançado no Chile em 26 de setembro de 2019. Pouco depois, A Mubi e a Music Box Films adquiriram os direitos de distribuição do filme no Reino Unido e nos Estados Unidos. A Mubi planejou anteriormente um lançamento nos cinemas para o filme, mas foi cancelado devido à pandemia de COVID-19.
Foi lançado nos Estados Unidos em 13 de agosto de 2021. Nos cinemas do Brasil foi lançado pela Imovision em 12 de agosto de 2021.

## Recepção
No Rotten Tomatoes, o filme tem um índice de aprovação de 89% com base em 82 críticas, com uma nota média de 7,42/10. O consenso dos críticos do site diz: "Lindamente filmado e com uma atuação poderosa, Ema dá um toque totalmente distinto à sua história de trauma emocional e autodescoberta". No Metacritic, o filme tem uma pontuação média ponderada de 71 em 100, com base em 16 avaliações, indicando "críticas geralmente favoráveis".